# Campora (Neviano degli Arduini)
Campora è una frazione del comune di Neviano degli Arduini, in provincia di Parma.
La località dista 7,72 km dal capoluogo.

## Geografia fisica
Campora sorge alla quota di 648 m s.l.m., su un altopiano circondato da castagneti e posto sul versante nord del monte Fuso, in Val Toccana.

## Storia
Il borgo fu fondato in epoca altomedievale; la più antica testimonianza della sua esistenza risale al 29 aprile 979, quando la località fu citata in un contratto di affitto da parte del prevosto del duomo di Parma al sacerdote Guntardo di Campora.
Il centro abitato fu menzionato nuovamente il 20 novembre 995, in un atto di donazione di alcune terre da parte del vescovo Sigifredo II al Capitolo della Cattedrale di Parma.
In seguito a servizio della località fu edificata una cappella, nominata per la prima volta nel 1230.
A presidio del territorio fu eretto nel vicino borgo di Castelmozzano un castello, che nel 1250 fu assediato da Alverio da Palù.
Nel 1441 il duca di Milano Filippo Maria Visconti assegnò i feudi di Neviano, Ranzano, Pratopiano, Campora, Vezzano, Castelmozzano, San Martino di Mozzano, Urzano e Lupazzano a Paganino e Giorgio da Palù; tuttavia, l'anno seguente Giorgio non riuscì a versare la somma dovuta e l'investitura fu revocata. Il Duca incaricò il podestà di Parma Oldrado Lampugnani di governare i feudi per suo conto.
Nel 1452 il territorio di Neviano fu assegnato dall'imperatore del Sacro Romano Impero Federico III d'Asburgo ai da Correggio.
Nei primi anni del XVII secolo una frana travolse e sommerse l'abitato di Croce di Mussatico, distruggendo anche la chiesa medievale; gli abitanti si spostarono nelle località di Castagneto e Casone e in quest'ultima, centro principale di Campora, eressero un nuovo tempio.
Nel 1660 il duca di Parma Ranuccio II Farnese assegnò il feudo agli Scoffoni, ai quali succedette otto anni dopo il marchese Giuseppe Verugoli. In seguito di Neviano fu investito il conte Francesco Terzi, alla cui morte nel 1759 la Camera Ducale tornò in possesso del feudo. Nel 1763 la contea fu elevata a marchesato e fu acquistata da Troilo Venturi, futuro ministro ducale, che nel 1775 la permutò col feudo di Tizzano Val Parma del marchese Luigi Liberati Del Pozzo; quest'ultimo mantenne i diritti sulla zona fino alla loro abolizione sancita dai decreti napoleonici del 1805.

## Monumenti e luoghi d'interesse

### Chiesa di San Lorenzo

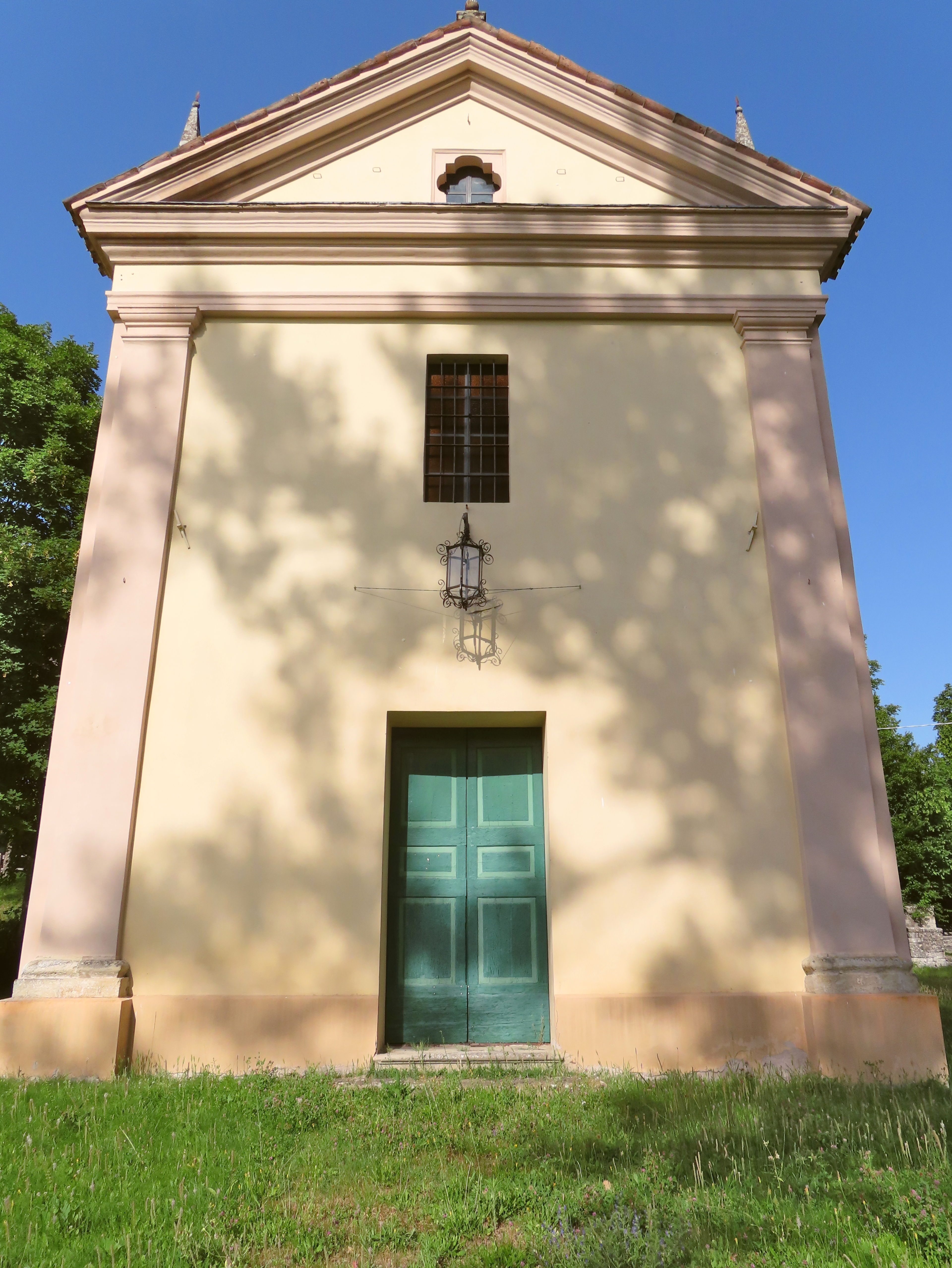
Chiesa di San Lorenzo

Menzionata per la prima volta nel 1230, la cappella originaria di Croce di Mussatico fu elevata a sede parrocchiale autonoma nel 1564; distrutta da una frana nei primi anni del XVII secolo, fu ricostruita in località Casone in forme neoclassiche tra il 1607 e il 1802; affiancata dalla cappella destra e dalla sagrestia nel XIX secolo, fu internamente decorata con affreschi nel 1884; risistemata nel corso del XX secolo, fu danneggiata dal terremoto del 2008 e ristrutturata tra il 2009 e il 2011. L'edificio, sviluppato su una pianta a navata unica affiancata da una cappella per lato, presenta una facciata a capanna intonacata, delimitata da due lesene doriche a sostegno del frontone triangolare di coronamento; all'interno l'aula, coperta da una volta a botte lunettata dipinta, accoglie un'acquasantiera in arenaria del 1686.

### Corte Bonomini e oratorio della Beata Vergine Addolorata
Edificata agli inizi del XIX secolo per volere della famiglia Delmonte, la corte, originariamente destinata in parte ad abitazione per contadini, passò in seguito alla famiglia Bonomini e fu risistemata. Al margine sud-est del complesso di edifici in pietra sorge l'oratorio della Beata Vergine Addolorata, eretto da Paolo Delmonte nel 1863 e caratterizzato dalla presenza, al centro della facciata a capanna, del portale d'ingresso sormontato da una formella raffigurante la Madonna addolorata e santi e da un piccolo oculo in sommità; al suo interno si trovano due oli settecenteschi rappresentanti il Crocifisso e la Madonna e due santi, altri dipinti e alcuni antichi arredi.

### Casa del beneficio
Costruito originariamente forse in epoca medievale su uno sperone roccioso, l'edificio fu in seguito profondamente modificato nel tempo, ma conserva nella facciata un portale e una piccola monofora ad arco acuto attribuibili al XIV o XV secolo; sul lato est si trovano alcune finestre seicentesche e un portale con incisa la data 1660.

### Casa torre con balchio
Costruita in epoca remota con funzioni difensive, la casatorre in pietra fu in seguito dotata di un balchio; l'edificio conserva alcune antiche finestrelle e le tracce del cordolo in arenaria della colombaia.

### Casa torre
Edificata in epoca remota con funzioni difensive, l'antica casatorre in pietra, posta nel centro del piccolo borgo di fronte alla fontana di San Lorenzo, si eleva su tre livelli fuori terra, ma probabilmente in origine era più alta; sulla facciata è collocata una piccola formella marmorea del 1777, raffigurante San Cristoforo e il Bambino.

### Fontana di San Lorenzo
Risalente al 1711, la fontana è collocata all'interno di un portale in pietra coronato da un tetto a due falde.

### Fontana della Venere Italica
Collocata su una parete di un edificio a Case Ruffaldi, la fontana è costituita da una struttura in conci di pietra sormontata da una statua, copia della Venere italica di Antonio Canova.